# Cleveland (North Carolina)
Cleveland is een plaats (town) in de Amerikaanse staat North Carolina, en valt bestuurlijk gezien onder Rowan County.

## Demografie
Bij de volkstelling in 2000 werd het aantal inwoners vastgesteld op 808. In 2006 is het aantal inwoners door het United States Census Bureau geschat op 827, een stijging van 19 (2,4%).

## Geografie
Volgens het United States Census Bureau beslaat de plaats een oppervlakte van 3,9 km², geheel bestaande uit land. Cleveland ligt op ongeveer 249 m boven zeeniveau.

## Plaatsen in de nabije omgeving
De onderstaande figuur toont nabijgelegen plaatsen in een straal van 20 km rond Cleveland.